# Manbuta endocharagma
Manbuta endocharagma är en fjärilsart som beskrevs av George Francis Hampson 1926. Manbuta endocharagma ingår i släktet Manbuta och familjen nattflyn. Inga underarter finns listade i Catalogue of Life.